# جايمي بيريز
جايمي بيريز (بالإسبانية: Jaime Pérez)‏ هو سياسي أوروغواني، ولد في 1928، وتوفي في 2005. حزبياً، نشط في الجبهة العريضة ‏.